# 中国進歩党
中国進歩党（ちゅうごくしんぽとう）は、かつて存在した日本の政党。1894年（明治27年）4月3日に犬養毅によって岡山県を中心とする中国地方の地域政党として結党された。立憲改進党の別動隊として活動し、1896年（明治29年）2月27日に進歩党の結成のために解党した。

## 歴史

### 結党
中国進歩党は、1894年3月に行われた第3回衆議院議員総選挙をきっかけに、立憲改進党の犬養毅によって同年4月3日に結党された。選挙の際、岡山1区の竹内正志と岡山5区の東良三郎が、立憲改進党が嫌われている場所では自由党の党員のような発言を行い、自由党が嫌われている場所では立憲改進党の党員のような発言を行ったため、当選後にどちらの政党からも疎まれて辞任を迫られる事態となった。そこで、犬養が彼らを救済するために中国進歩党を結党した。所属議員は犬養のほか、竹内と東良に加え、日笠恒太郎、守屋此助の5名だった。
中国進歩党の結党に際しては自党の政策を明確にする必要が迫られ、対外硬を強調した。ただし、中国進歩党の結党は岡山県内の勢力を一つにするための一時的な措置であり、結党後も犬養は立憲改進党に重きを置いていた。
同年9月には第4回衆議院議員総選挙が行われた。この選挙では中国進歩党の当選者は犬養と守屋、佐藤平八の3人だった。竹内も当選したが、選挙では中国進歩党を脱党して無所属となっていた。

### 解党・進歩党の結成
1896年（明治29年）3月1日に大隈重信を党首として進歩党が結成された。進歩党の結成には立憲改進党、革新党、帝国財政改新会、大手倶楽部、そして中国進歩党が参加し、中国進歩党は進歩党の結党にあたって2月27日に解党した。

## 機関誌
1892年に岡山市で創刊された『中国民報』が中国進歩党の機関誌としての役割を果たした。

## 評価
中国進歩党は犬養が同じ岡山県の議員のために結党したものであり、政治的な意味合いはなく、議会においても立憲改進党の別動隊として活動した。